# Георги Иванов (лекоатлет)
Вижте пояснителната страница за други личности с името Георги Иванов.
Георги Стоянов Иванов (роден на 13 март 1985 г. в Сливен) е български лекоатлет, гюлетласкач, олимпиец. Носител на златен медал от Световно първенство по лека атлетика за юноши (2004). Атлет №1 на България за 2004 г. Рекордист на България (7,26 kg, стадион) – 21,09 m през 2013 г., (7,26 kg, зала) – 21,02 m през 2014 г.